# Vaux-en-Vermandois
Vaux-en-Vermandois település Franciaországban, Aisne megyében. Lakosainak száma 142 fő (2022. január 1.). Vaux-en-Vermandois Attilly, Beauvois-en-Vermandois, Étreillers, Fluquières és Germaine községekkel határos.

## Népesség
A település népessége az elmúlt években az alábbi módon változott:
| Lakosok száma | 176  | 130  | 125  | 142  | 130  | 143  | 153  | 160  | 154  | 142  |
|               | 1968 | 1982 | 1990 | 2006 | 2013 | 2015 | 2017 | 2019 | 2020 | 2022 |